# Torneio Internacional Cidade de Cremona de 2014
O Torneio Internacional Cidade de Cremona de 2014 (it: 3° Torneo Internazionale Città di Cremona) foi a 3a edição do torneio de futebol de categoria de base (sub-14). Os jogos foram disputados dos dias 30 de maio a 01 de Junho de 2014.
Este torneio representou a primeira experiência internacional do Voltaço.
O campeão do torneio foi o Atlético de Madrid.

## Equipes Participantes
O Volta Redonda foi o único representante do futebol brasileiro na competição. Com exceção do japonês Dragons Kashiwa, todos os demais clubes participantes foram europeus. As equipes participantes foram:
- Volta Redonda
- Dragons Kashiwa
- U. S. Cremonese
- Juventus
- Inter de Milão
- Sassuolo
- Parma
- Atalanta
- Metz
- Atlético de Madrid
- Brommapojkarna
- Munique 1860

## Sede
Com sede na cidade italiana de Cremona, todos os jogos do torneio foram realizados no Centro Esportivo Giovanni Arvedi.